# Тер-Гора
Тер-Гора — деревня в Оленинском муниципальном округе Тверской области России. До 2019 года входила в состав ныне упразднённого Холмецкого сельского поселения.

## География
Деревня находится в юго-западной части Тверской области, в зоне хвойно-широколиственных лесов, на левом берегу реки Машутинки, на расстоянии примерно 27 километров (по прямой) к северо-западу от Оленина, административного центра округа. Абсолютная высота — 303 метра над уровнем моря.

### Часовой пояс
Деревня Тер-Гора, как и вся Тверская область, находится в часовой зоне МСК (московское время). Смещение применяемого времени относительно UTC составляет +3:00.

## Население
| 2010 |
| ---- |
| 0    |